# Podão de guerra

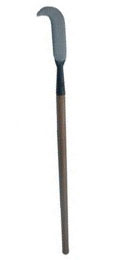
Os podãos de cabo longo foram muito comuns da Itália, onde davam pelo nome de roncola

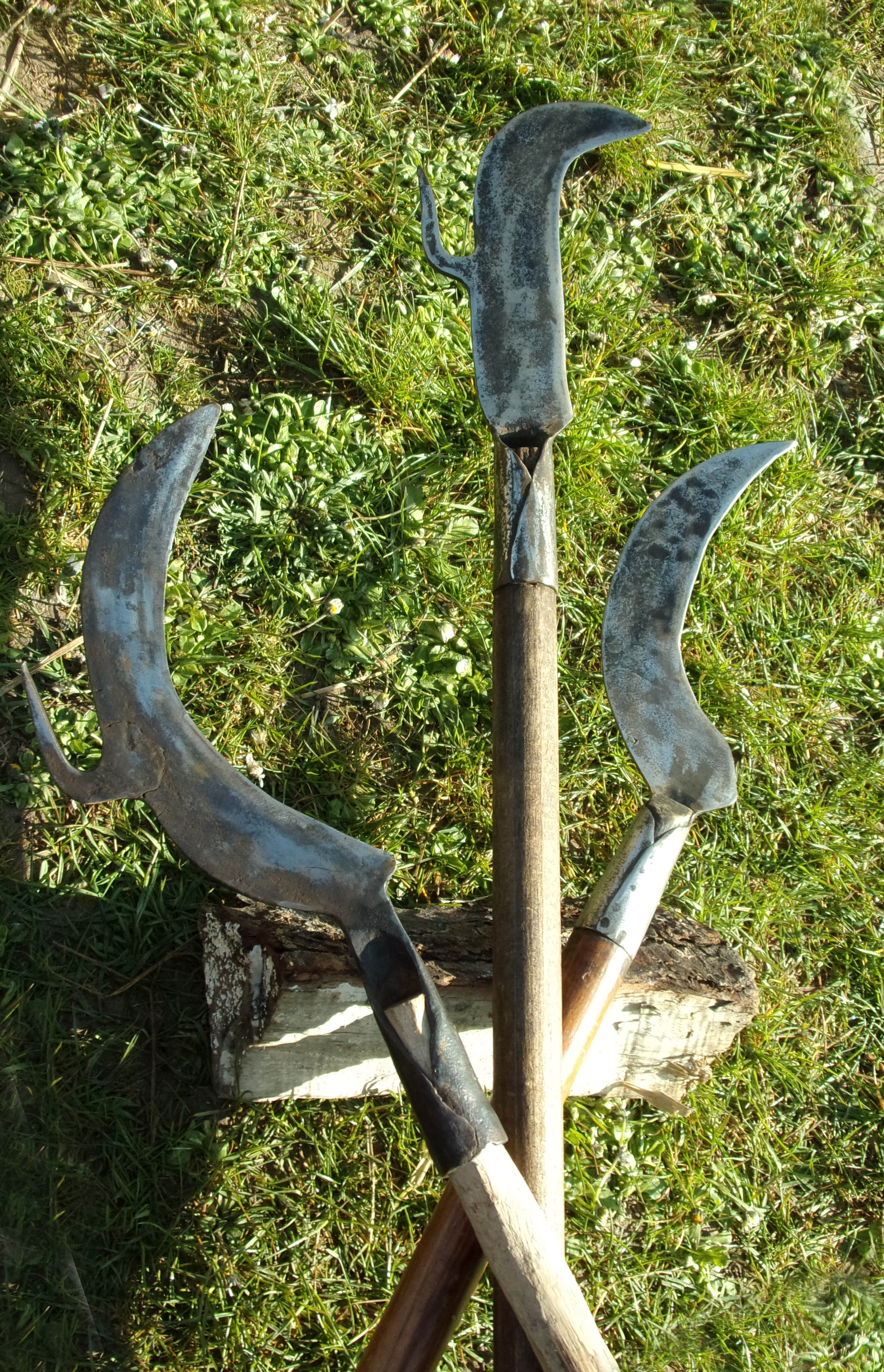
Os podãos de guerra franceses davam pelo nome de serpe de guerre ou anicroche

O podão de guerra é uma arma de haste medieval plebeia, empunhada pela infantaria, que se traduz numa adaptação bélica do podão, um utensílio agrícola, constituído por uma lâmina semicircular de foice, de gume na face côncava, que se usa em vindimas e na poda de árvores.
Há exemplares destas armas datados já do século XII, sendo que os períodos de maior popularidade que lhe são reputados se compreendem entre o séc. XIV e finais do séc. XVI.

## Feitio
É composta fundamentalmente pela lâmina de um podão- uma espécie de foice pequena, com gume côncavo - encastrada na ponta de uma haste de madeira com um metro e oitenta a dois metros e setenta de comprimento.
O formato da lâmina é alusivo a um gancho, o que depois se reflecte nos nomes que esta arma assumiu em inglês (bill hook, bico de gancho) e em francês (anicroche, ganchinho).
Houve muitas variedades de podãos de guerra, que alternavam no seu feitio dependendo da região e do período histórico. Os podãos de guerra ingleses caracterizavam-se pela haste curta, ao passo que os podãos de guerra italianos, chamados roncolas (foice grande), encabavam em hastes bastante compridas.
A partir do séc. XV, o podão de guerra começa a ser substituído pela bisarma, pelo que, na fase de transição, surge uma espécie de arma híbrida, que está a meio termo entre o podão de guerra e a bisarma, a qual foi crismada em Portugal de podão-bisarma.

## Utilização
As vantagens oferecidas pelo podão de guerra, face a outras armas de haste, consubstanciavam-se na combinação do poder percussivo, análogo ao de um machado de guerra, com a capacidade de engatar e empecer os cavaleiros. Com efeito, a infantaria plebeia, munida dos podãos de guerra, encontrava-se de feição para conseguir aproveitar-se das brechas e fendas nas armaduras dos cavaleiros, por molde a engancharem as lâminas dos podãos nelas, arrancando-as do corpo do cavaleiro ou mesmo derrubando-o da cavalgadura abaixo.
Por igual, as tropas munidas com podão de guerra também gozavam de uma posição privilegiada, no que tocava ao combate com infantaria pesada, porquanto se podiam servir das lâminas em forma de gancho do podão para tornear as placas metálicas das armaduras e perfurar os inimigos.
O podão de guerra permitia ainda jarretar as pernas das cavalgaduras, o que, por um lado, tinha um grande potencial para prostrar o cavaleiro, podendo deixá-lo numa posição de grande vulnerabilidade, bem como, por outro lado, tinha o efeito de anular o poder de deslocação da cavalaria ligeira, que deixava de poder contar com as cavalgaduras.

## História
O podão de guerra já tinha sido usado pelos víquingues e pelos anglo-saxões, pelo que o seu uso se arrastou até ao séc. XVI, havendo casos pontuais em que ainda conheceu alguma utilização já no séc. XVIII. A par do arco longo, é tido como uma arma icónica da história militar inglesa, sendo certo que também gozou de particular popularidade em Itália. No que toca ao feitio e às funções desempenhadas, o podão de guerra assemelha-se à alabarda.
Na batalha de Flodden, em 1513, houve um defronto clássico e emblemático entre os piqueiros escoceses e as infantaria inglesa, munida de podãos de guerra, sendo que houve cronistas da época, nomeadamente o bispo Ruthall, que enalteceram expressamente a supremacia técnica dos podãos de guerra ingleses face aos piques escoceses.

Na rebelião irlandesa de Ulster, em 1798, os revolucionários usaram podãos de guerra contra os ingleses.